# アダム・ポラク
アダム・ポラク（Adam Polak，1984年6月27日 - ）は、オランダ出身のプロレスラーおよびプロレスのプロモーター。身長おおよそ187センチメートル、体重おおよそ105キログラム。決め技はクラカウスマッシュとノーザンライツボムとサイトースープレックス。ザ・ポーリッシュ・パニッシャー(The Polish Punisher)という異称を有する。
オランダ北部のグローニンゲンという町に生まれ、2002年―17歳のときにプロレスラーとしてのデビューを行った。 それからというもの、母国オランダや隣国のベルギー、更にはドイツのウエストサイド・エクストリーム・レスリング(wXw)など、数多のプロレス団体のリングに活動してきた。
2003年―フリースタイル・チャンピオンシップ・レスリング(FCW)というオランダのプロレス団体の管理によるFCWヨーロピアンチャンピオンシップという王座を、ダークソウルというドイツ人レスラーから奪取。これが自身初の王座の戴冠であった。
バロン・フォン・ハーゲンというドイツ人レスラーと組んだハイ・クラス・キャッチ・クラブという名のタッグチームをもって、2005年〜2006年と2度にわたってwXwのタッグ王座を獲得。 2009年にはwXwのゴアフェストに出場するも、一回戦目のデスマッチでサムタック・ジャックに敗れた。
そのサムタック・ジャックと2010年にドイツのオーバーハウゼンを舞台にwXwのリングで行った一戦にあって、ちょうどジャックの保持下にあった米国のコンバット・ゾーン・レスリングのウルトラバイオレントアンダーグラウンド王座を獲得。 この王座の歴史上初であった米国外における保持者変動の立役者となった。
それからおおよそ3ヵ月後にさっそくカーネイジというレスラーからのこの王座―ウルトラバイオレントアンダーグラウンド王座への挑戦を受け、画鋲デスマッチを戦いこれを撃退した。